# Giovanni Pichler
Giovanni (Johann Anton) Pichler, född 10 januari 1734, död 25 januari 1791 var en italiensk-tyrolsk ädelstenssnidare. Han var son till Antonio Pichler och halvbror till Luigi Pichler.
Giovanni Pichler fortsatte faderns verksamhet och blev ännu mer berömd än han, och arbetade dessutom med oljemålning, glasmålning och mosaiker.